# Minpotamon
Minpotamon is een geslacht van kreeftachtigen uit de klasse van de Malacostraca (hogere kreeftachtigen).

## Soorten
- Minpotamon nasicum (Dai, G. X. Chen, Song, Fan, Lin & Zeng, 1979)